# Lichtenstein-Antilope
Die Lichtenstein-Antilope (Alcelaphus lichtensteinii) oder Konzi kommt im südlichen Ostafrika vor.

## Merkmale
Sie erreicht eine Kopf-Rumpf-Länge von 160 bis 203 Zentimeter. Die Schulterhöhe beträgt 122 bis 136 (Männchen) bzw. 119 bis 130 Zentimeter (Weibchen). Der Schwanz ist zwischen 40 und 51 Zentimeter lang. Das Gewicht liegt zwischen 157 und 204 (Männchen) bzw. 160 bis 181 Kilogramm. Diese Antilope wirkt zwar mit ihrem besonders hohen Widerrist ziemlich ungelenk, ist aber dennoch recht behänd und schnell. Von dem im ganzen gelbbraunen Haarkleid sticht ein etwas dunklerer Sattel zwischen den Schultern und Hinterbeinen hervor. Die Unterseite ist heller, während den Steiß ein gebrochen weißer Fleck ziert. Langes, schwarzes Haar bedeckt den Schwanz, dessen Ansatz weiß gefärbt ist. Beide Geschlechter tragen Hörner, welche zweimal geknickt und am Ende abgeflacht sind. Von den übrigen Kuhantilopen unterscheidet sie sich vor allem durch die kontrastreichere Färbung und die dickeren, kürzeren Hörner, welche von vorne gesehen kreisförmig erscheinen. Auch die Stirn ist nicht so stark nach oben verlängert wie bei den anderen Kuhantilopen.

## Verbreitung

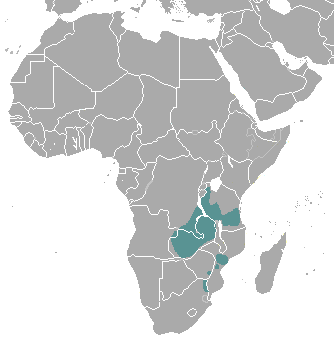
Das Verbreitungsgebiet der Lichtenstein-Antilope

Man findet die Art im südlichen Ostafrika im Südosten der Demokratische Republik Kongo, im Westen und Süden von Tansania, in Sambia, im Osten von Angola, in Teilen von Malawi und Mosambik und im Osten von Simbabwe. In Angola und Mosambik ist sie allerdings möglicherweise bereits ausgestorben und der Bestand in Simbabwe beläuft sich auf weniger als 50 Tiere. Mitte der achtziger Jahre wurden aus Malawi einige Exemplare nach Südafrika in den Kruger-Nationalpark eingeführt.
Sie kann z. B. in den Wildschutzgebieten Kafue, Südluangwa, Upemba und Ruaha beobachtet werden.

## Lebensweise
Die Lichtenstein-Antilope lebt in offenen Gehölzregionen und Trockenwäldern, meist in der Nähe von Sümpfen oder Schwemmgebieten. Wie die Kuhantilope bevorzugt sie abgeflammte Bereiche.
Die Gruppen bestehen meist aus bis zu 10 Tieren, es bilden sich aber auch größere Herden. Zeitweilig leben sie mit Gnus, Zebras und Pferdeantilopen vergesellschaftet. Der territoriale Bulle hält sich mit den Kühen und Jungtieren in einem abgesteckten Revier auf. Nach der Tragzeit von 240 Tagen wird ein einzelnes Kalb, meist in den Monaten zwischen Juli und Oktober geboren.
Diese Grasfresser kommen nur in vereinzelten Gruppen vor.

## Systematik
Lichtenstein-Antilope wurde 1849 durch den deutschen Naturforscher Wilhelm Peters als Antilope lichtensteinii erstmals wissenschaftlich beschrieben und zu Ehren des Zoologen Hinrich Lichtenstein benannt. Später wurde sie von einigen Autoren in die eigene Gattung Sigmoceros eingeordnet. Heute gehört sie als Schwesterart der Südlichen Kuhantilope (Alcelaphus caama) zur Gattung der Eigentlichen Kuhantilopen (Alcelaphus). Die von beiden gebildete Klade ist die Schwestergruppe aller übrigen Alcelaphus-Arten.